# Pesca al Marroc

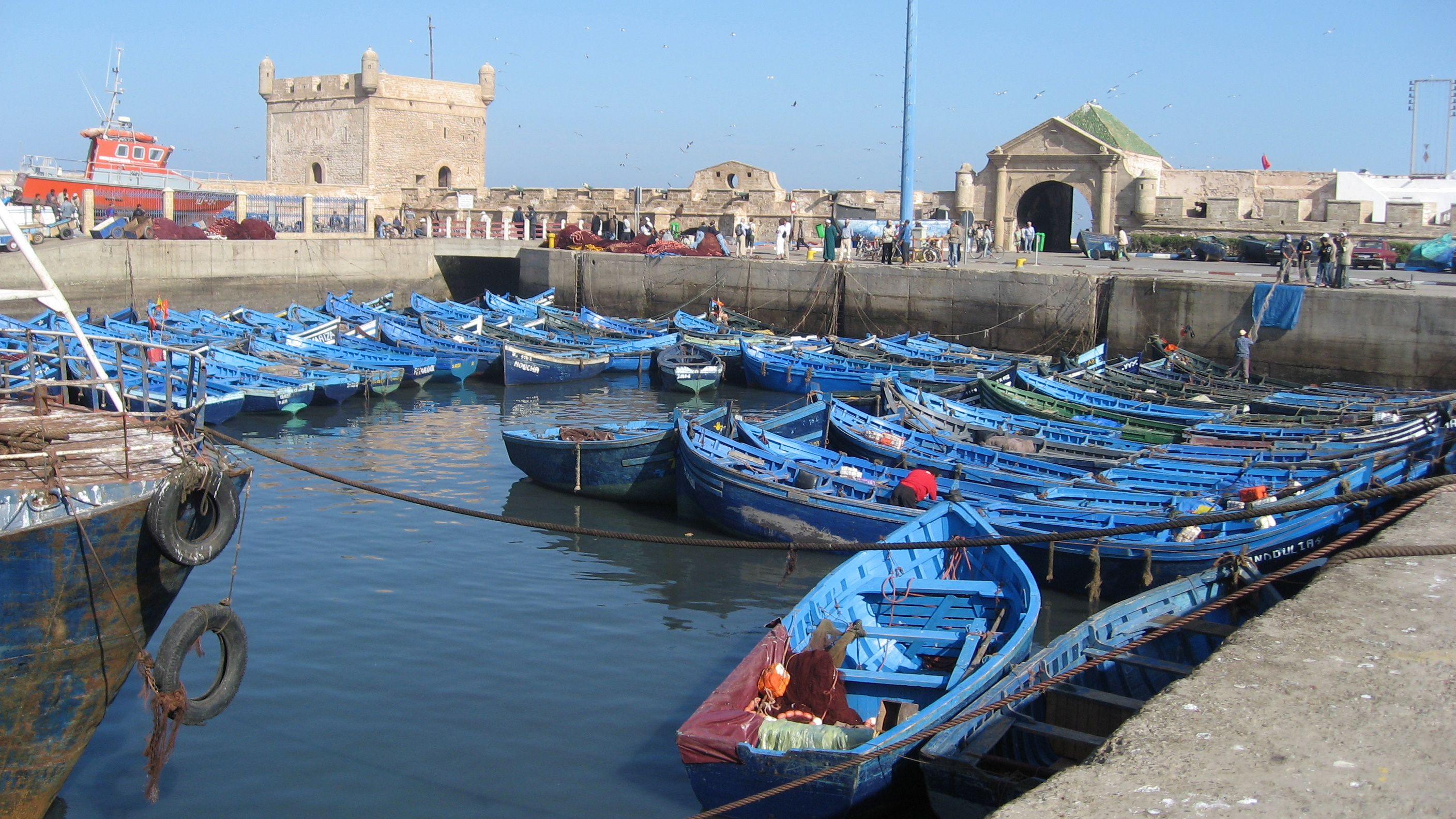
Barques pesqueres a Essaouira

La indústria de pesca del Marroc és la principal font de divises, que representa el 56% de les exportacions agrícoles i el 16% de les exportacions totals. Durant molt temps, la indústria ha estat un pilar econòmic del país. El Regne és considerat el mercat pesquer més gran de l'Àfrica, amb una pesca total estimada d'1,084,638 tones el 2001.

## Sector de pesqueries
El sector de les pesqueries suposa el 3% del PIB del Marroc. El govern estima el nombre de feines directes i indirectes en 400,000 (incloent-hi 104,000 pescadors). El sector de pesqueries a petita escala
(100,000 persones) es troba molt enrere d'altres branques de la indústria pesquera a causa de la falta d'infraestructura i de ports i plantes.
La zona de pesca del corrent de Canàries, a la costa de l'oest del Marroc, és excepcionalment rica en sardines, bonítol, i tonyina, però el país no té les flotes modernes ni l'equipament necessari per beneficiar-se plenament d'aquests recursos marins. Una part important d'un acord de comerç del 1996 amb la Unió Europea detallava els drets de pesca, pels quals la UE paga Marroc una taxa anual per permetre vaixells (principalment espanyols) pescar en aigües marroquines. Un nou acord pesquer de quatre anys permetrà que vaixells europeus, majoritàriament d'Espanya, puguin operar en aigües marroquines i del Sàhara Occidental a canvi d'un programa d'indemnització econòmic, que el Ministeri Nacional de Pesca del Marroc vol utilitzar per incrementar la modernització del seu sector domèstic de pesca.

## Reforma
L'extensa reforma agrícola del Marroc s'ha estès a la indústria pesquera. Al final de setembre 2009, el Ministeri d'Agricultura, Desenvolupament Rural i Pesca Marítima va anunciar el Pla Halieutis. Té com a objectiu augmentar les exportacions de DH8.3bn (729m€) el 2007 a DH21.9bn (1 €.9bn) l'any 2020. En el mateix període, es preveu que la contribució del sector al PIB augmenti de DH16.2bn a DH23.9bn (€2bn). També s'anticipa que les feines directes en la indústria de pesca, una ocupadora clau, també es gairebé dobli, augmentant de 61,650 a 115,000.

## Disputes
Hi ha hagut disputes constants amb Espanya pels drets de pesca des del 1973, quan el Marroc va declarar una Zona Econòmica Exclusiva (EEZ), que causava un límit de pesca costanera de 70 milles nàutiques (130 km) l'any 1981. El febrer de 2012 es va informar que el president espanyol instava que el Marroc negociés un acord sobre aquestes diferències. El Sàhara occidental no és reconegut internacionalment com a part del Marroc, i les pesqueries marroquines del territori es consideren una violació de la llei internacional.